# Biochar

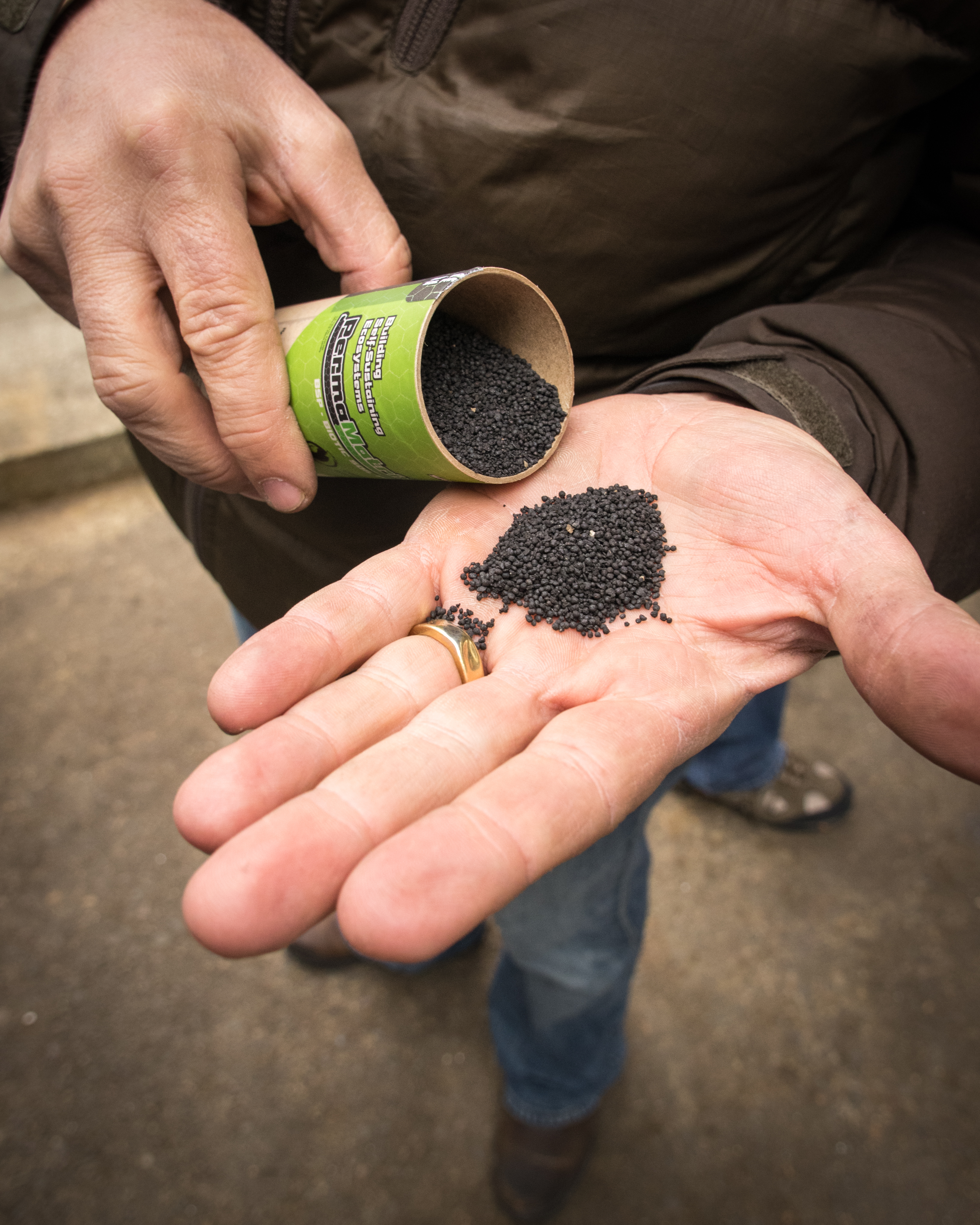
Échantillon de biochar.

Le biochar est un amendement du sol produit par pyrolyse de biomasse. Il est utilisé en agriculture pour augmenter la qualité des sols, et donc leur productivité ; il est également utilisé pour la dépollution de sols ou sédiments et dans la lutte contre le réchauffement climatique comme solution de séquestration à long terme de carbone atmosphérique dans les sols, notamment dans le cadre de l'initiative 4p1000 (ou 4 ‰).
Il doit cependant être judicieusement dosé car, au delà d'un certain seuil, ses effets, positifs en petite quantité, peuvent devenir négatifs pour la vie des bactéries et des microchampignons indigènes du substrat.
Le biochar peut aussi être utilisé pour épurer de l'eau ou adsorber les polluants d'un sol.

## Étymologie
Le mot biochar est un néologisme anglais, composé du préfixe bio- (au sens de : d'origine végétale) et du début du mot charcoal qui signifie charbon de bois, c'est-à-dire la partie solide résultant de la pyrolyse d'un combustible solide. Il faut le traduire par : charbon à usage agricole. Une appellation moins courante mais moins ambiguë est celle d'agrichar. L'idée est qu'il s'agit d'un « charbon » utilisé pour améliorer ou restaurer les sols, qu'il soit issu de bois ou de résidus végétaux inexploités.
L'expression biocharbon, parfois employée comme équivalent de biochar, est impropre. En effet, la quasi-totalité des charbons, y compris ceux fossiles, ont une origine biologique. De plus, biocharbon désigne plutôt le charbon de bois utilisé comme combustible ou pour d'autres usages.

## Points communs et différences avec le charbon de bois
Le biochar a des points communs avec le charbon de bois (grande surface spécifique, micro et nano porosité complexes), mais il s'en différentie par sa composition de surface variable et par le fait qu'il ne contient pas de HAP[réf. souhaitée] (Hydrocarbures aromatiques polycycliques, classés dans la liste des polluants prioritaires par l'agence de protection de l'environnement des États-Unis) ; il peut même contribuer à dépolluer les sols ou des boues d'épuration pollués par des HAP librement dissous, mais un biochar non-activé le fait nettement moins efficacement que ne le fait le charbon de bois non activé (qui est par ailleurs moins coûteux). Il se différencie aussi du charbon de bois par son utilisation (comme intrant plutôt que comme combustible) et donc par son impact environnemental (non polluant, il agit comme un puits de carbone plutôt que de libérer du CO2 dans l'atmosphère lors de la combustion).

## Histoire
À la fin du XXe siècle, des pédologues, archéologues et écologues ont étudié un type de sol particulier, très noir et riche, trouvé en Amazonie et dit Amazonian dark earth ou terra preta de índio.
Ils ont découvert que ce sol n'était pas naturel mais transformé par l'homme entre -800 et 500 — raison pour laquelle on le qualifie parfois d'anthrosol. Les Amérindiens de l'époque précolombienne auraient en effet utilisé (sciemment ou non, la question reste débattue) l'enrichissement du sol en charbon de bois pour améliorer sa stabilité et sa fertilité,,. Divers auteurs ont montré qu'intégrer du charbon de bois dans des sols tropicaux fortement érodés ou érodables améliorait significativement leurs propriétés physiques, chimiques et biologiques.
L'analyse moléculaire des restes de charbon du sol laisse penser que si une partie du carbone provenait du bois brûlé lors du défrichement, une autre partie, significativement mieux représentée en profondeur, provenait de la combustion incomplète de déchets agricoles ou de bois dans les foyers domestiques.
Lorsqu'ils ont été découverts par les colons européens, ces sols ont été appelés terra preta de índio.
Depuis quelques années, le biochar est à nouveau utilisé pour améliorer des sols agricoles dans divers pays tropicaux. Les techniques modernes permettent de produire ce charbon en utilisant certaines formes de pyrolyse, chauffant la biomasse à relativement haute température en l'absence d'oxygène dans des fours spéciaux.

## Principaux usages

### Amendement
Destiné à restaurer ou améliorer les sols, le biochar, en tant qu'amendement, est alors intégré, sous forme de poudre ou de petits fragments, dans des sols de pépinière, de forêt, agricoles, de jardin ou horticoles (pots de fleur), dans le but d'améliorer les propriétés pédologiques (physiques, chimiques, biologiques) du substrat. Le biochar est étudié et recommandé par un nombre croissant d'auteurs pour améliorer et stabiliser les sols tropicaux, naturellement acides et pauvres, donc fragiles, qui ont été fortement dégradés par l'agriculture et/ou la déforestation, et sont actuellement érodés ou menacés par l'érosion.

### Fixation du carbone dans les sols
Le biochar, en tant que produit riche en carbone, stable et durable, dopant la vie du sol, a aussi une fonction d'amorçage de puits de carbone, ce qui explique qu'il suscite un intérêt croissant dans le contexte des préoccupations concernant l'actuel réchauffement climatique, anthropique. Il pourrait être une des solutions immédiates à l'impact globalement négatif des activités agricoles, car l'agriculture, si elle n'utilise que peu de carbone fossile sous la forme de carburants (environ 1 % de la consommation totale en France, à titre d'exemple), est fortement émettrice de gaz à effet de serre (18 % du total environ en France), et le travail du sol a dégradé le puits de carbone que constitue l'humus. De plus, une grande partie des palmiers à huile, du soja et des agrocarburants ont été cultivés depuis la fin du XXe siècle en détruisant les forêts tropicales (par le feu le plus souvent, c'est-à-dire en libérant le carbone stocké dans la biomasse ligneuse), en dégradant les sols protégés et enrichis en carbone par la forêt. Le biochar, en favorisant l'humus, permet de restaurer la capacité des sols à stocker une partie du carbone produit par les biomasses végétales, fongique et animale.

### Substitut du charbon et du charbon actif dans la filtration et la dépollution de sols
L'introduction de biochar dans un sol améliore aussi la qualité de l'eau qui y circule. Il joue le rôle d'adsorbant, fonction d'habitude laissée au charbon actif, et pourrait ainsi accroître la productivité des cours d'eau et des zones humides, en améliorant la ressource halieutique et en favorisant le retour d'un bon état écologique des masses d'eau superficielles et souterraines[réf. nécessaire].
Un biochar magnétique (récupérable par des aimants, car enrichi en magnétite ...laquelle s'avère aussi avoir un potentiel catalytique favorisant une dégradation des PFAS via certains processus d’oxydation avancée) est testé (2025) pour dépolluer les PFAS de sols contaminés (après lessivage du sol).

### Alternative au charbon de bois minier
Certains espèrent que la production de biochar pourra réduire la pression sur les dernières forêts anciennes.

### Diminution de la bioaccumulation de métaux lourds dans les plantes
Le biochar a récemment été étudié en vue d'évaluer sa capacité à fixer de nombreux contaminants dans le sol (métaux lourds, métalloïdes, radionucléides et divers polluants issus de la chimie organique), afin d'éviter la contamination de la chaine trophique. Les résultats sont encourageants, même s'il faut effectuer régulièrement des amendements pour pallier sa minéralisation (minéralisation qui entraînerait une remise en biodisponibilité de métaux lourds).
On a comparé les effets (seuls et combinés) d'apports de compost de déchets verts et d'un amendement au biochar sur un sol minier hautement pollué par du cuivre (Cu) et du plomb (Pb) [respectivement 600 et 21 000 mg/kg ou ppm] dans le Cheshire (Royaume-Uni). Ces deux amendements montrent un effet, mais différents sur la mobilité  et l'absorption de ces deux polluants dans l'ivraie (Lolium perenne L. var. Cadix). L'apport de compost réduit mieux (< 5 mg/l) que le biochar le taux de Pb dans l'eau interstitielle du sol  (> 80 mg/l avant traitement) , tandis mais le biochar se montre plus efficace pour diminuer le taux de Cu dans l'eau interstitielle. Un amendement biochar + compost fait diminuer le taux de Cu et de Pb des pousses de ray-grass au fur et à mesure des récoltes successives. Le compost de déchets verts seul, et additionné de biochar, améliore nettement les rendements en biomasse. Le taux de Pb des pousses de plante testées n'a été significativement réduit que par l'amendement au compost. Avec le biochar la biomasse de ray-grass récoltée est faible, ce qui in fine limite la quantités de Cu récoltable. Les effets de ces amendements sont donc complexes et peuvent s'opposer selon le métal concerné et le fait qu'ils soient utilisés seuls ou ensemble. Dans certaines conditions l'effet de réduction de la concentration de métal dans le tissu végétal peut être « contré » ou limité par une augmentation de la biomasse et donc de la biodisponibilité du métal.

## Bénéfices pour les sols, pollués ou non, et pour les sédiments pollués
Des expériences scientifiques récentes laissent penser que le biochar (surtout s'il est associé à un apport de matière organique) peut contribuer à restaurer de nombreux types de sols tropicaux, même très acides et très altérés. Il pourrait ainsi jouer un rôle dans la restauration des forêts tropicales, mais aussi un rôle agronomique. Plutôt qu'un amendement (car il est très pauvre en nutriments), le biochar se comporterait comme un (re)structurateur du sol et peut-être comme un catalyseur, via des mécanismes d'action encore mal compris. Le taux de matière organique joue un rôle important dans la stabilité et la fertilité des sols, notamment pour ceux fortement exposés aux pluies tropicales. Il semble par exemple pouvoir améliorer les cultures de céréales, épeautre notamment.
Le biochar est surtout efficace sur des sols pauvres comme ceux qu'on trouve en climat tropical pour lesquels il peut augmenter les rendements jusqu'à 25% mais avec des climats tempérés comme on trouve en Europe les gains sont plus faibles voir inexistants.
Près de Manaus (Brésil), des scientifiques ont récemment testé l'application combinée d'engrais organiques et de charbon de bois, en différentes proportions, sur des parcelles de sols acides et très altérés, en les comparant à des parcelles témoins. Le charbon de bois utilisé a été produit à partir d'arbres d'une forêt secondaire locale, puis broyé en fragments de 2 mm maximum, incorporés au sol à raison de 11 tonnes par hectare (soit une dose de 1,1 kg de biochar par m2), ce qui correspond au taux attendu à la suite d'une culture sur brûlis dans une forêt secondaire moyenne poussant sur un sol ferralitique de l'Amazonie centrale. Quinze combinaisons d'amendements ont été testées, apportant dans chaque cas une quantité égale de carbone (C), mais avec des proportions différentes de fumier de volaille, de compost, de charbon de bois ou de litière forestière. Ces sols ont ensuite subi quatre cycles de culture de riz (Oryza sativa L.) et de sorgho (Sorghum bicolor L.). L'expérience a démontré qu'on pouvait fortement augmenter les stocks d'éléments nutritifs dans la rhizosphère (zone racinaire), tout en réduisant le lessivage des éléments nutritifs du sol et en augmentant la productivité agricole.
- La production de biomasse végétale a fortement chuté dès la seconde récolte là où seuls des engrais minéraux avaient été appliqués, bien que pouvant perdurer plus longtemps avec apport de matière organique. Une seule application de compost a quadruplé le rendement par rapport aux parcelles seulement fertilisées par des engrais minéraux[9] ;
- Dans les sols fertilisés avec des fientes de volaille, les teneurs initialement élevées en azote (N) et potassium (K) ont chuté au cours des quatre cycles de culture mais les fientes de poulet ont néanmoins augmenté le rendement par rapport à un sol n'en ayant pas reçu, et ce au cours de quatre saisons, en élevant le pH du sol et les teneurs en phosphore (P), calcium (Ca) et magnésium (Mg). Et ce sol est resté plus fertile après la 4e récolte[9] ;
- La hausse de rendements entraîne une exportation accrue d'éléments nutritifs. Mais même si un taux significatif de nutriments (P, K, Ca, Mg et N) a été exporté des parcelles ayant reçu du charbon de bois, les teneurs en éléments nutritifs du sol n'ont pas diminué de la même manière selon que le sol a reçu ou non un apport d'engrais minéraux ou organiques[9] ;
- C'est l'effet sur la stabilité du taux de carbone du sol qui a été le plus spectaculaire : les pertes en carbone des parcelles testées ont été les plus élevées sur les sols amendés par les fientes de volaille (- 27 %) et par le compost (- 27 %), suivies par les sols ayant reçu de la litière forestière (- 26 %) puis par la parcelle témoin (- 25 %), alors que les parcelles ayant reçu du charbon de bois n'ont perdu que 8 % de leur carbone pour la parcelle ayant aussi initialement reçu un engrais minéral et 4 % pour la parcelle n'ayant été enrichie qu'en charbon de bois[9] ;
- Dans tous les cas, le biochar a significativement amélioré la croissance des plantes, et il a réduit la quantité d'engrais requise. La productivité des céréales a doublé sur la parcelle traitée par le charbon de bois en plus des engrais NPK, par rapport à la parcelle ayant reçu les engrais NPK sans charbon de bois.

Le charbon de bois augmente donc bien la fertilité du sol, surtout si une autre source de nutriments est ajoutée, mais par un mécanisme encore mal connu. Les auteurs émettent l'hypothèse qu'il contribue à mieux fixer les nutriments ajoutés par ailleurs, en les empêchant d'être lessivés (donc perdus) dans les sols soumis à une pluviométrie importante et par ailleurs pauvres en argile.
Les auteurs concluent donc qu'un apport combiné en matière organique et en biochar pourrait produire un sol imitant les propriétés favorables des terra preta.

## Hypothèses explicatives

### Cycle de l'eau amélioré
Notamment grâce à sa grande surface spécifique et ses capacités à améliorer la vie du sol, le charbon de bois augmente indirectement la rétention d'eau des sols, probablement à la suite de l'enrichissement secondaire des sols macroporeux en matière organique. Tryon a montré dès 1948 que l'impact d'apports de charbon de bois sur l'eau disponible de sols forestiers variait selon la texture du sol : seuls les sols sableux voyaient leur teneur en eau fortement augmentée (plus que doublée). Cet auteur n'observait aucun changement dans les sols limoneux, et les sols argileux perdaient même un peu de leur capacité à retenir l'eau, vraisemblablement en raison de l'hydrophobicité du charbon de bois. Les sols à texture grossière (sableuse ou caillouteuse) seraient donc les seuls à profiter des bénéfices hydriques permis par le biochar. Une expérience a par exemple montré que la teneur en eau d'un sol sableux passait de 18 % à plus de 45 % (en volume) à la suite de l'apport de charbon de bois. Comme les sols sableux protégés par le couvert forestier, ces sols sableux enrichis en biochar sont aussi plus résistants à l'érosion. Cependant, si on prélève des sols sableux et qu'on les fait sécher puis qu'on les réhumidifie, ils ne retrouvent pas cette stabilité avant un certain temps (plusieurs mois en général), même artificiellement réhumidifiés. Ceci laisse supposer que les sols superficiels exposés au soleil et à une déshydratation complète pourraient ne pas bénéficier des effets positifs du biochar, au moins en surface.

### Cycle de l'azote amélioré
La fixation microbienne de l'azote (celui capté dans l'air) expliquerait pour partie la conservation de la richesse du sol et celle des ions nitrate (NO3−), normalement très lessivables car solubles dans l'eau,.

### Cycle du carbone amélioré
Une disponibilité suffisante en carbone (permise ou restaurée par le biochar) stimulerait l'activité microbienne du sol, et sur une plus grande profondeur, en améliorant par là le cycle de l'azote, avec une moindre lixiviation des nitrates. Steiner et al. (2004) avaient montré que la croissance microbienne était améliorée par ajout de glucose dans un sol enrichi en charbon de bois, sans augmentation du taux de respiration du sol. Ce contraste entre une faible émission de CO2 par le sol et un fort potentiel de croissance microbienne est justement l'une des caractéristiques des terres noires amazoniennes ou terra preta.

### Détoxification
Le biochar grâce à sa grande surface spécifique fixe aussi divers toxiques présents dans l'eau du sol, et facilite l'épuration bactérienne de l'eau et des gaz du sol. Par exemple, de nombreux sols tropicaux ont des teneurs en aluminium et en mercure beaucoup plus élevées qu'en zone tempérée. La présence de charbon de bois diminue la biodisponibilité de ces toxiques. Sur les sols ferralitiques testés par Steiner et al. (2004), riches en aluminium libre, l'apport en charbon de bois a aussi diminué le taux d'ions aluminium échangeables dans le sol, par un mécanisme encore mal compris. Steiner et al. (2004) note que l'aluminium était le mieux fixé quand des engrais minéraux étaient appliqués conjointement au charbon de bois (de 4,7 à 0 mg·kg−1). L'aluminium libre est un facteur toxique limitant la croissance des plantes.

### Effet-tampon sur l'acidité du sol
Un pH trop acide limite la production agricole. L'acidité excessive est en soi un problème direct pour le développement des végétaux mais aussi indirect parce que l'acidité rend de nombreux toxiques — les métaux notamment — plus biodisponibles. L'auteure Stéphanie Topoliantz a montré que le charbon de bois améliorait la culture légumière sur un sol tropical acide, en diminuant le taux d'aluminium biodisponible, mais aussi en diminuant l'acidité du sol. Indirectement, le biochar favorise également la fixation de l'ion carbonate qui tamponne le pH du sol, facilitant ainsi le développement bactérien et limitant la biodisponibilité des toxiques naturels du sol.

### Réhumification
Une augmentation du taux de matière organique (humus) fait suite à l'oxydation lente du charbon de bois,. Cette augmentation pourrait aussi stimuler la désorption des phosphates et sulfates utiles aux plantes en libérant ces anions.
D'autres aspects (catalytiques ou synergiques) font l'objet de recherches en cours.

## Production contemporaine de biochar
Plusieurs types de production artisanales et industrielles coexistent :
- Production traditionnelle de biochar à partir de techniques séculaires (combustion lente de bois en meule recouverte de terre)[33].
- Production industrielle (pyrolyse contrôlée) : l'industrie le produit sous forme de granulés (débris de bois recyclés ou résidus végétaux ayant subi un traitement thermique de type thermolyse), présentés comme une source intéressante d'énergie renouvelable[34] (aspect parfois discuté à cause du risque de priver la forêt du bois mort nécessaire au cycle sylvigénétique et à la préservation de la biodiversité[35]). La production de biochar entre aussi en concurrence avec la production de biocarburants, pellets ou bio matériaux[19].
- Coproduction industrielle dans l'industrie de la canne à sucre, utilisant la bagasse comme biomasse pour valorisation énergétique. L'écume, sous-produit de cette combustion, peut être considérée comme un biochar. Elle est valorisée en agriculture.

Le biochar peut aussi être fabriqué à partir de poussières de charbon de bois alors agglomérées avec environ 20 % d'argile.
- Production combinée à un cycle de production de biocarburant ou d'agrocarburant, avec production d'énergie via des processus (exothermiques) permettant aussi une production de chaleur (voire d'électricité, en cogénération) produisant plus d'énergie que l'énergie investie[37].
L'énergie nécessaire pour produire du charbon de bois reste plus importante que celle nécessaire pour produire des agrocarburants de type éthanol à partir de maïs[37].
- La production de biochar à usage agricole reste marginale.

La température de pyrolyse est comprise entre 300°C et 700°C.
En 2024, Carbonity, une coentreprise détenue par Suez, le groupe forestier canadien Rémabec, et la start-up Airex Energie, construit une usine de biochar au Canada, sur les bords du fleuve Saint-Laurent. Cette usine devrait produire 30 000 tonnes de biochar par an à partir de résidus non utilisés des scieries de Rémabec. Suez annonce avoir vendu par anticipation 36 000 crédits carbone (correspondant à 36 000 tonnes de CO2 séquestrées) à Microsoft. L'association European Biochar Industry recense 171 usines de biochar en Europe et mise sur 220 fin 2024, qui produiraient 115 000 tonnes annuelles (75 000 en 2023).

## Potentiel de séquestration de carbone

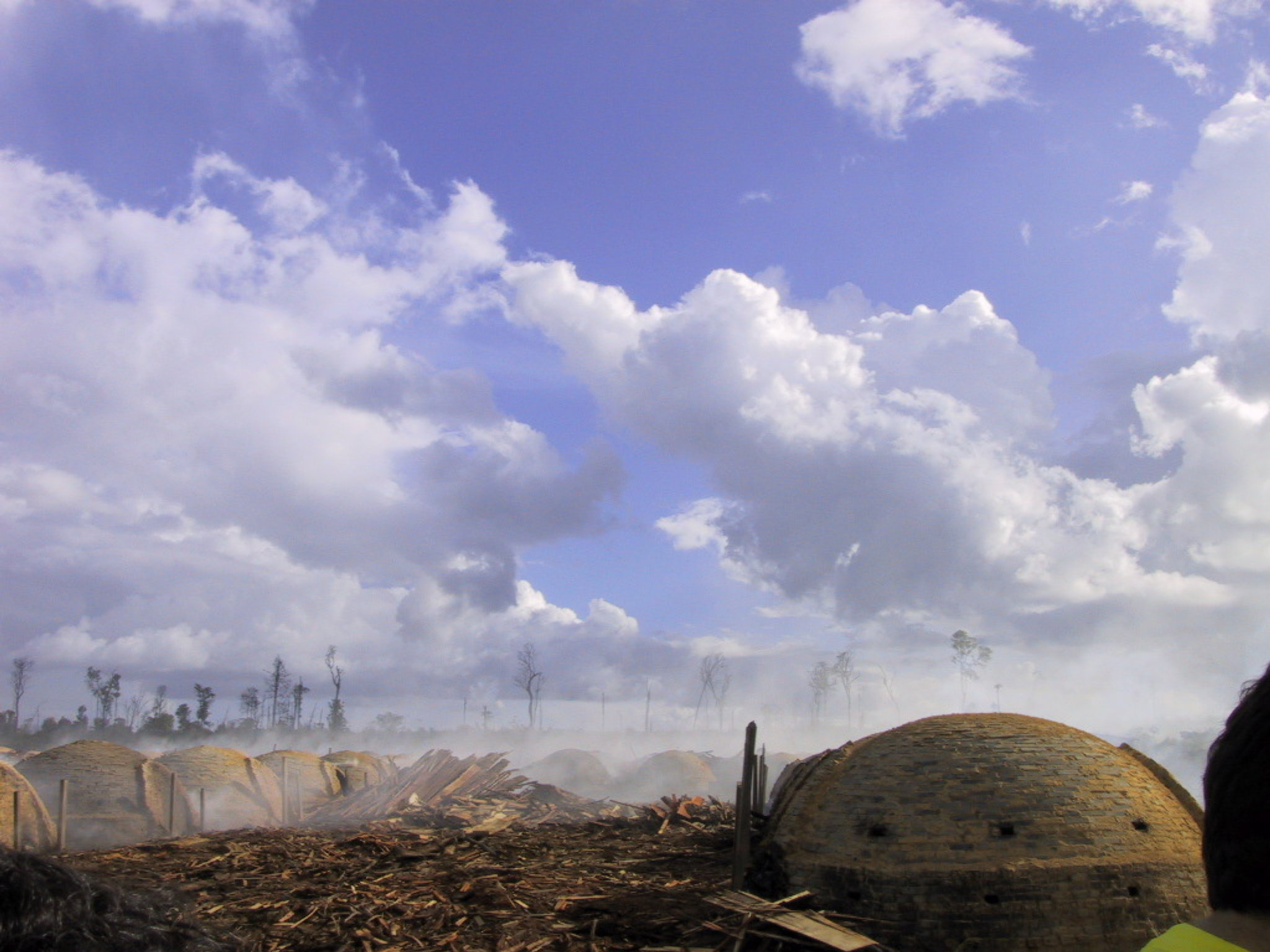
Une partie de la production de charbon de bois et/ou de biochar (dont celle effectuée à partir de déchets agricoles) pourrait contribuer à restaurer les sols tropicaux, avec un écobilan qui reste à faire pour le charbon produit à partir du bois.

Les sols de la planète (sols naturels relictuels + sols cultivés) contiendraient aujourd'hui 3,3 fois plus de carbone que l'atmosphère, soit 4,5 fois plus que la biomasse des plantes et des animaux terrestres n'en renferme hors-sol, ce qui fait du sol un bon levier pour le stockage du carbone (voir aussi 4p1000, ou 4 ‰, l'initiative internationale lancée lors de la COP21 en 2015, encourageant le monde agricole à mieux stocker le carbone dans les sols cultivés, un moyen de réduire la concentration de CO2 dans l'atmosphère terrestre). Lorsque des écosystèmes naturels sont labourés et mis en culture, la plus grande partie du carbone piégé dans ces sols est libérée dans l'atmosphère sous la forme de CO2 ou de méthane, deux gaz à effet de serre, ou dans l'eau sous forme d'acide carbonique. Des millions d'hectares de sols naturels, forestiers notamment, sont mis en culture tous les ans, notamment pour la production de biocarburants.
Le biochar et la terra preta qu'il peut former peuvent contribuer à la séquestration du carbone dans les sols végétalisés (cultivés ou forestiers) durant des centaines voir des milliers d'années,.
Le GIEC évalue le stockage de carbone grâce au biochar à entre 0,2 et 3 GtCO2/an soit beaucoup moins que les estimations précédentes datant de 2010.
Non seulement le biochar peut enrichir les sols en y augmentant fortement et durablement le taux de carbone (150 g C/kg de sol par rapport à 20-30 g C/kg dans les sols environnants), mais les sols enrichis par du biochar se développent naturellement plus en profondeur; ils sont, en moyenne, plus de deux fois plus profonds que les sols environnants[réf. nécessaire]. Par conséquent, le carbone total stocké dans ces sols peut être d'un ordre de grandeur plus élevé que les sols adjacents,.

### Autre intérêt pour la lutte contre les émissions de gaz à effet de serre
Le biochar diminue les émissions du sol en CO2 et méthane, mais aussi en protoxyde d'azote (N2O ou oxyde nitreux), trois gaz à effet de serre préoccupants pour le climat. Yanai et ses collaborateurs ont même constaté en conditions de laboratoire une suppression partielle, sous certaines conditions très dépendantes de l'humidité, des émissions de N2O quand du biochar a été ajouté au sol.
Le piégeage et le stockage à long terme du carbone par le biochar ne nécessitent ni progrès technique ni recherche fondamentale car ses outils de production sont robustes et simples, ce qui le rend approprié pour de nombreuses régions du monde. Dans sa publication dans le journal Nature Johannes Lehmann, de l'université Cornell, a estimé que la pyrolyse du bois sera rentable quand le coût de la tonne de CO2 atteindra 37 dollars US.
Utiliser la pyrolyse du bois pour la production de bioénergie est déjà possible, même si elle est encore aujourd'hui plus chère que l'usage d'énergies fossiles.

## Mesure et optimisation de la surface spécifique et d'autres paramètres
Elle reste difficile. Selon une étude de 2018, les méthodes disponibles de mesure de cette surface (y compris le standard BET et la méthode à l'iode) ne sont pas fiables, notamment pour les biochars très statiques, les biochars très fins et ceux qui contiennent un peu plus d'huile que les autres. En outre, les auteurs ont constaté que cette surface spécifique augmente avec la durée d'immersion du biochar dans l'eau.
Diverses optimisations sont possibles pour améliorer sa capacité à absorber ou adsorber ou désorber (en phase de régénération, idéalement) les polluants (métalliques, organiques et organométalliques notamment), dont en contrôlant mieux par exemple le pH de la solution polluée à traiter, ou en amont en modifiant la température de pyrolyse (la chaleur au moment de la pyrolyse augmente sa surface spécifique du biochar, mais « diminue sa quantité de groupes fonctionnels contenant de l'oxygène, entraînant par conséquent une diminution de l'adsorption des ions métalliques (et métalloïdes) présents dans le milieu »), et en contrôlant le pH de la solution polluée).

## Aspects et avantages sanitaires
En termes d'écobilan écotoxicologique, les avantages semblent l'emporter sur les inconvénients et doivent encore être précisés par la recherche.
Parmi les inconvénients, il faut citer les goudrons et le monoxyde de carbone produits lors de la production de biochar, qui sont des polluants et des toxiques ou cancérigènes avérés. Mais cet aspect négatif est à mettre en balance avec le fait que le charbon de bois contribue à détoxifier l'eau et à la différence du fumier et des fientes non compostés, le biochar ne pose a priori pas de problèmes d'introduction de germes pathogènes. Ceci présente notamment un avantage pour les cultures de légumes frais ou plantes à croissance rapide et se mangeant crus (radis, carottes, salades, etc.) qu'il ne vaut mieux pas mettre en contact direct avec des fumiers pour limiter les épidémies et le risque zoonotique.

## Limites et précautions
Il doit être judicieusement dosé car, au delà d'un certain seuil, ses effets, positifs en petite quantité, peuvent devenir négatifs pour la vie des bactéries et des microchampignons indigènes du substrat. Certaines des propriétés physico-chimiques et biologique du sol, dont l'activité enzymatique et la composition de la communauté microbienne sont en effet modifiée de manière différente, voire opposée, selon le taux de biochar ajouté à des sédiments (pollués) et du temps d'incubation. Ainsi lors d'une expérimentation, après 90 jours d'incubation avec 50 mg de biochar par kg de sédiment, les activités de l'invertase et de la phosphatase alcaline étaient inhibées ; et les copies des gènes codant pour l'ARNr 16S bactérien et l'ARNr 18S fongique diminuaient de 74 % et 25 %, respectivement ; et la communauté bactérienne changeait, avec une diminution de l'intensité relative del'activité des espèces dominantes quand le taux de biochar augmentait. Inversement, l'activité de l'uréase et de la phosphatase alcaline, ainsi que l'abondance bactérienne et fongique augmentaient dans le sédiment traité par seulement 10 mg de biochar par kg. Les microbes indigènes pourraient être affectés par le biochar directement ou indirectement en modifiant les propriétés physico-chimiques et les métaux lourds des sédiments.
Son efficacité en tant qu'absorbant (irréversible par lixiviation, selon des tests de court ou moyen termes) varie selon le polluant. Par exemple en laboratoire, ajouté à des lixiviats d'un sol contaminé, il s'est montré capable d'y réduire le taux de cadimum de 300 fois, alors qu'il ne réduisait le Zn que de 45 fois et se montrait peu efficace contre l'arsenic. Il finit bien entendu par être saturé. Il peut augmenter le pH d'un lixiviat, ainsi que le taux de carbone soluble dans l'eau du sol, avec des effets encore à explorer mais qui ne diminue pas sa capacité à absorber des éléments traces métalliques.
L'utilisation ce certains types de biochar peut aussi présenter des risques pour l'eau, l'air, les sols, les écosystèmes, la biodiversité et la santé ;
- Si ce biochar est produit, non pas à partir de déchets agricoles propres, mais à partir de bois issu de forêts anciennes ou primaires ou de vastes coupes rases, son bilan écologique sera dégradé, voire négatif (il est aussi source de CO2, et la déforestation qu'il pourrait induire si on le produit à partir d'arbres forestiers pourrait aggraver l'érosion, la perte d'eau utile et la perte de biodiversité) ;
- S'il est utilisé sur des sols naturellement très acides et très oligotrophes où la biodiversité est dépendante de la pauvreté du sol, ou sur des sols dégradés mais localement devenus des refuges pour les espèces des milieux oligotrophes menacées par l'eutrophisation générale de l'environnement, le biochar peut être un facteur de recul de la biodiversité ;
- De même, certains projets visant à collecter le petit bois, la paille de riz et les rémanents des forêts pour produire du biochar pourraient être contre-productifs et appauvrir la forêt et d'autres milieux en les privant d'une partie de leur litière et du bois mort, qui constituent une source naturelle de carbone issue de la biomasse/nécromasse, nécessaire au cycle sylvogénétique[54] ;
- Enfin, divers matériels ont été récemment produits ou améliorés, parfois avec l'aide d'ONG environnementales, pour valoriser des déchets agricoles ou des roseaux (balle de riz, Typha) en biocharbon vendu en plaquettes substituables au charbon de bois domestique, qui est coûteux et contribue à la déforestation. L'écobilan de ce biocharbon reste à faire, car il peut – s'il était produit à grande échelle – priver les sols agricoles de la matière organique qui leur est nécessaire. De plus, la biomasse issus d'herbacé agricole est parfois très riche en chlore (fétuque, 0,65 % de la matière sèche) qui pourraient produire des dioxines et furanes lors de la fabrication du charbon et/ou lors de sa combustion en cuisine, cendres et fumées pouvant alors être également contaminées[55],[56] ;
- De même, toute utilisation intense des roselières priverait de nombreux oiseaux, amphibiens, mollusques, etc. de leur habitat et d'une plante qui contribue à fixer les berges et épurer les sédiments.

C'est donc (dans les limites évoquées ci-dessus) une solution localement utile et recommandée par un nombre croissant de chercheurs et agronomes (par exemple pour des plans de restauration de sols), mais qui pourrait aussi dans certains cas avoir des effets négatifs, éventuellement irréversibles sur certains sols naturellement pauvres en nutriments et pour cette raison riches en biodiversité, en particulier des milieux abritant des espèces endémiques rares. Une de ses utilisations les plus immédiates et avantageuses est de permettre de passer de la culture sur brûlis à une agriculture plus sédentaire gérant et protégeant ses sols (en association avec des jachères tournantes sur les sols les plus fragiles) pour stopper ou freiner la déforestation et la dégradation des sols conformément aux objectifs de l'ONU et de la FAO.

## Perspectives et prospective
Au début des années 2020, il y a un consensus sur le fait que le biochar est prometteur pour le traitement de l’eau et le maintien et l’assainissement de la fertilité des sols agricoles. Ses mécanismes d'action, la durée du piégeage d'atomes ou molécules toxiques ou écotoxiques, ses capacités de régénération, « l’influence des différentes sources de matières premières sur la qualité du biochar », ainsi que les « facteurs physico-chimiques affectant l’efficacité de l’élimination des contaminants » sont encore incomplètement compris. Selon T. G. Ambaye et al. (2021), « en général, seules quelques études ont été menées dans ces domaines, de sorte que des recherches supplémentaires sont nécessaires sur des sujets liés à la relation entre les matières premières, les paramètres de traitement, ainsi que sur la régénération du biochar pour éviter les risques environnementaux (...), les domaines de recherche suivants devraient être envisagés dans un avenir proche » :
1. Etablir le modèle d’un mécanisme d’adsorption du biochar modifié. Il est crucial de modifier la fonctionnalité de la surface et la porosité en fonction de l’application. Pour ce faire, des processus tels que l’amination, la sulfonation, l’oxydation de surface et la modification de la structure des pores peuvent apporter de nouvelles perspectives à la préparation de matériaux sélectifs à base de biochar[50].
2. Développer des méthodes modifiées pour améliorer l’efficacité de l’adsorption. De nombreux essais devraient être effectués pour explorer d’autres modificateurs ou activateurs, qui ont un impact sur l’efficacité des biochars pour éliminer les polluants organiques et inorganiques[50].
3. Il serait utile de trouver la dose et la méthode optimales pour la production de biochar lui permettant d’éliminer rapidement divers contaminants des eaux usées. Ce sont des facteurs clés à appliquer pour une mise en œuvre à grande échelle afin de minimiser les coûts de production et d’utilisation du biochar[50].
4. La visibilité économique du biochar et de sa régénération et les méthodes d’exploitation standard pour éliminer les polluants toxiques des eaux usées industrielles sont nécessaires aujourd’hui. Le prétraitement du biochar pour l’élimination des composés toxiques et le traitement biologique ultérieur nécessitent plus d’études avant une éventuelle mise en œuvre à grande échelle[50].
5. Le biochar activé avec des produits chimiques a montré une capacité d’adsorption élevée pour éliminer les polluants par rapport à ceux non activés. Cependant, les mécanismes d’absorption doivent faire l’objet d’études plus approfondies[50].